# Erich Schmidt (Verleger)

Erich Schmidt

Erich Schmidt (* 12. Mai 1897 in St. Gallen; † 22. Mai 1952 in München) war ein deutscher Publizist, Politiker (DNVP) und Verleger.

## Leben und Wirken
In seiner Jugend besuchte Schmidt das Kaiser-Friedrich-Gymnasium in Frankfurt am Main. Nach dem Abitur trat er in das Fußartillerie-Regiment Nr. 4 in Magdeburg ein, mit dem er bis zu einer schweren Verwundung im Mai 1918 (Verlust des rechten Unterarms) am Ersten Weltkrieg teilnahm: im Krieg wurde er an der West- und Ostfront eingesetzt und mit dem Eisernen Kreuz beider Klassen ausgezeichnet.
Nach seiner Rückkehr in die Heimat studierte Schmidt Staatswissenschaften an der Universität Frankfurt am Main. Er schloss sein Studium im Februar 1921 mit der Promotion zum Dr. rer. pol. ab. Anschließend arbeitete er als Journalist für Medien der politischen Rechten, insbesondere für die zum Hugenberg-Konzern gehörende Telegraphen-Union. Als Herausgeber betreute Schmidt den Sozialpolitischen Nachrichtendienst. 1925 übernahm er außerdem den Vorsitz des nationalen Reichsbundes Deutscher Angestellten-Berufsverbände.
Ein politisches Forum fand Schmidt in den 1920er Jahren in der Deutschnationalen Volkspartei (DNVP). Für diese saß er von Juli 1932 bis November 1933 als Abgeordneter im Reichstag: von Juli 1932 bis März 1933 auf Reichswahlvorschlag seiner Partei, dann als Vertreter des Wahlkreises 11 (Merseburg). Zu den bedeutenden parlamentarischen Ereignissen, die in die Abgeordnetenzeit Schmidts fielen, zählte unter anderem die Abstimmung über das von der Regierung Hitler eingebrachte Ermächtigungsgesetz vom März 1933, das schließlich auch mit Schmidts Stimme verabschiedet wurde.
In der Deutschen Demokratischen Republik wurde Schmidts Schrift Klassenkampf oder Volksgemeinschaft! (E. Letsch, Hannover 1922) auf die Liste der auszusondernden Literatur gesetzt.

## Verlagsgründer und Funktionär
Erich Schmidt gründete 1924 in Berlin einen Verlag zunächst mit Namen „Der Wirtschaftsfrieden“. Er verstand sein Engagement auf verlegerischem Gebiet zunächst nur als Teil seiner umfassenden Aktivitäten im sozialpolitischen Bereich. Der Verlagsname weist deutlich auf seine Intention des Ausgleichs in wirtschafts- und sozialpolitisch spannungsreichen Zeiten hin. Mit der Gründung des Verlages folgte Erich Schmidt den Spuren seines Großvaters Christian Ulrich Altwegg, der von 1859 bis in die Mitte der achtziger Jahre einen eigenen Verlag in St. Gallen/Schweiz betrieb. Die Verlagsgründung entsprach damit einer Familientradition, deren Ursprung 140 Jahre zurücklag.
Der als reinen Korrespondenzverlag ins Leben gerufenen Verlag veröffentlichte einen sozialpolitischen Nachrichtendienst. Dieser zweimal wöchentlich erscheinende Pressedienst wurde bald in Sozialpolitischer Nachrichtendienst umbenannt. Von da an bis in die dreißiger Jahre führte dann auch der Verlag diesen Namen. Daneben erfährt der Verlag im November 1933 durch die Herausgabe der Berliner Briefe seine erste Programmerweiterung. In ihnen wird das Tagesgeschehen offen oder mittelbar in Vergleich zu historischen Vorgängen gesetzt. Doch das zeitkritisch angelegte Organ ist unter den aktuellen Verhältnissen nur von kurzer Dauer: Das 1938 aus politischen Gründen von der Reichspressekammer verfügte Verbot beendet das Erscheinen.
Da die Fortführung der politischen Korrespondenzdienste verboten wurde, wurde ab dem Jahr 1939 – inzwischen unter dem Namen Erich Schmidt Verlag – der Buchverlag ausgebaut. Dieser Verlag entwickelte sich zu einem der führenden Wissenschaftsverlage in Deutschland, heute mit den Programmschwerpunkten Recht, Wirtschaft, Umwelt und Philologie.
Während des Krieges trug die belletristische Reihe „Die Neue Lese“ zum Erhalt der Verlagstätigkeit bei. Nach dem Krieg engagierte sich Erich Schmidt neben dem Aufbau des eigenen Verlages ganz besonders bei der Wiederherstellung der buchhändlerischen Verbandsstrukturen. Der Vier-Mächte-Status der Stadt stellte dabei ein besonderes Problem dar. Auf seine Initiative wurde im Mai 1946 die „Deutsche Verleger- und Buchhändlervereinigung für den britischen Sektor von Berlin“ gegründet. Mit großem Engagement trieb er die Idee der Gründung einer „Groß-Berliner“ Vereinigung voran, die nach Überwindung verschiedener Schwierigkeiten am 21. November 1946 zur Gründung der Berliner Verleger- und Buchhändlervereinigung führte. Erich Schmidt wurde der erste 1. Vorsitzende dieser Vereinigung und konnte in dieser Position und in Funktionen des später wieder gebildeten Börsenvereins viel für den deutschen Buchhandel erreichen. Im Juli 1947 gelang ihm in Berlin die erste Ausstellung des gesamtdeutschen Buchschaffens in den vier Besatzungszonen nach dem Kriege. Die Veranstaltung gilt heute als der Vorläufer der zwei Jahre später etablierten Frankfurter Buchmesse. Mitten in dieser Aufbauarbeit der Nachkriegszeit starb Erich Schmidt am 22. Mai 1952.

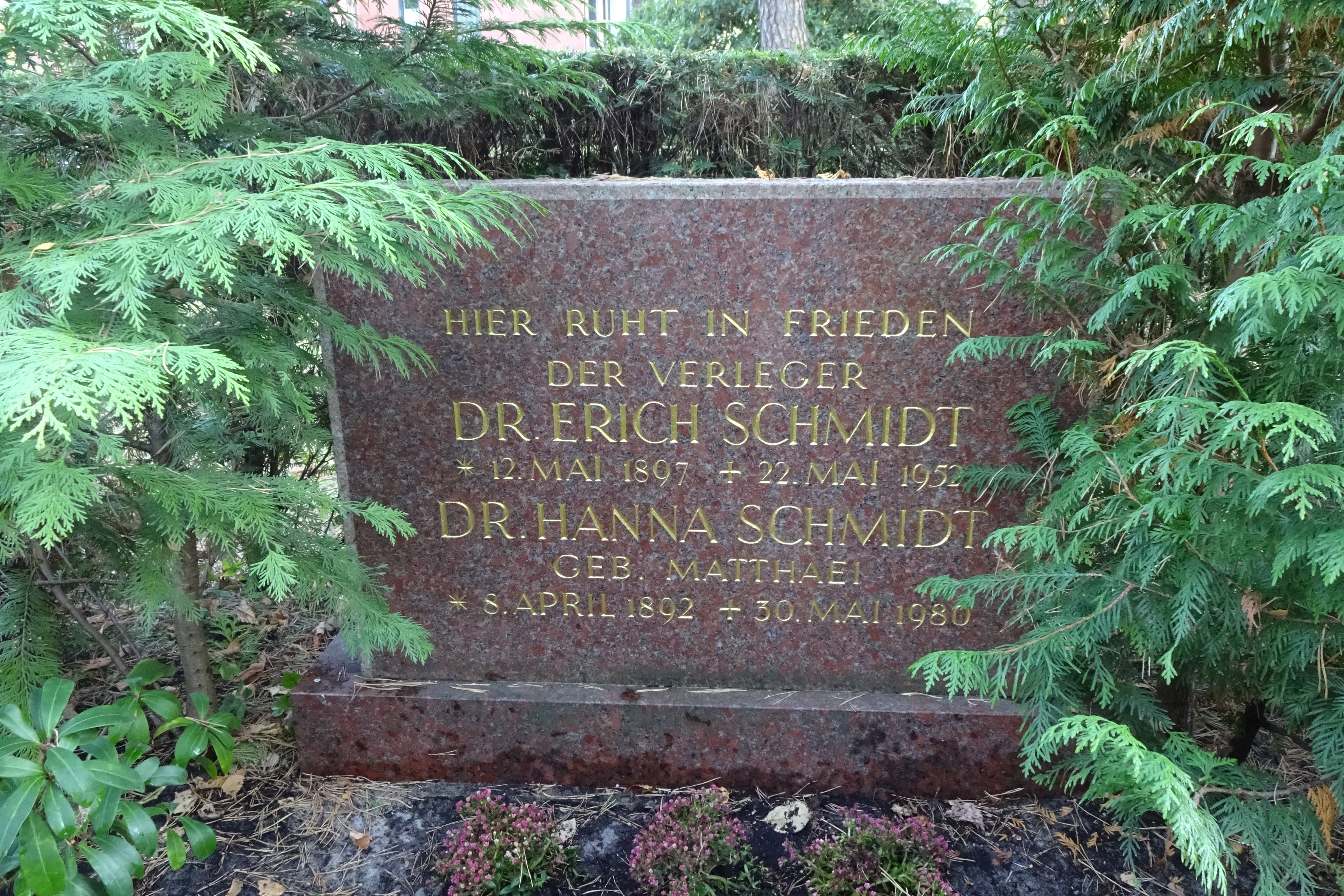
Grabstätte

Er ist auf dem Evangelischen Kirchhof Nikolassee bestattet.

## Schriften
- Klassenkampf oder Volksgemeinschaft! Hannover 1922.
- Selbstmord des deutschen Volkes? Hannover 1923.
- Die deutsche Gewerkschaftsbewegung. Berlin 1925.
- Das ist die deutschnationale Sozialauffassung. Berlin 1932.
- Deutschnationaler Kampf um sozialen Aufstieg. Berlin 1933.